# Котти, Билл
Уильям Альфред Генри (Билл) Котти (англ. William Alfred Henry (Bill) Cotty, 24 февраля 1875, Кимберли, Грикваленд-Вест — 6 сентября 1928, Кимберли, ЮАС) — южноафриканский регбист.

## Биография
Билл Котти родился 24 февраля 1875 года в южноафриканском городе Кимберли.
Окончил среднюю школу для мальчиков в Кимберли.
Играл в регби за Грикваленд-Вест на позиции полузащитника схватки.
29 августа 1896 года провёл единственный в карьере матч за сборную Южной Африки, которая в Кимберли проиграла совершавшим турне «Британским львам» — 3:9.
Участвовал в англо-бурской войне 1899—1902 годов. Служил в колониальной Кимберлийской лёгкой кавалерии, созданной благодаря финансированию магната Сесила Родса, к которому была близка семья Котти. Был награждён пряжкой за оборону Кимберли и медалью «Звезда Кимберли».
Умер 6 сентября 1928 года в Кимберли.